# Équipe de Tunisie féminine de handball
Maillots
Dernière mise à jour : 18 juin 2021.
L'équipe de Tunisie féminine de handball représente la Fédération tunisienne de handball lors des compétitions internationales, notamment aux championnats du monde et aux championnats d'Afrique des nations.

## Historique
C'est le 26 mai 1967 qu'est constituée pour la première fois une équipe nationale féminin de handball. Kamel Sghaier est chargé de l'entraîner. Les premières sélectionnées sont :
- Beya Bouabdallah, Souad Zaouali, Saïda Riahi, Chedlia Ben Mrad, Fatma Bouzaïane, Souad Ben Slimane et Arbia Kacem Ayadi (Club africain) ;
- Neila Zrida et Emna Khalfet (Stade soussien) ;
- Saïda Amara, Saâdia Ghelala, Hager Jaziri, Wassila Ben Soltan, Néjiba Halfaoui et Najet Jebali (Zitouna Sports) ;
- Dalila Essayem et Samira Kechiche (Étoile sportive du Sahel).

À l'opposé des autres sports collectifs, où la Tunisie est bien positionnée à l'échelle régionale, l'équipe de Tunisie féminine de handball n'a pas réussi à étoffer son palmarès de trophées, même si au niveau continental elle peut s'estimer parmi les pays les plus récompensés.
Trois fois championne d'Afrique, en 1974, 1976 et 2014, cinq fois deuxième et trois fois troisième, la Tunisie n'a longtemps pas réussi à redevenir championne et ce malgré la présence de joueuses telles que Mouna Chebbah, Rafika Marzouk et Raja Toumi, qui évoluent dans des grandes équipes telles que le Viborg HK, le Byåsen Trondheim ou encore le CJF Fleury Loiret Handball.
Au niveau arabe, le palmarès est plus étoffé, avec un titre de champion et trois deuxièmes places.

## Palmarès
- Championnat d'Afrique des nations
  -  Vainqueur (3) : 1974, 1976, 2014
  -  Finaliste (5) : 1981, 2006, 2010, 2012, 2016
  -  Troisième (4) : 2000, 2002, 2021, 2024
- Jeux africains
  -  Troisième (1) : 1978
- Jeux panarabes
  -  Vainqueur (1) : 1985
  -  Finaliste (3) : 1992, 1999, 2011
- Championnat arabe
  -  Vainqueur (1) : 1982[2]
- Championnat maghrébin des nations
  -  Vainqueur (1) : 1975[3]

## Parcours
| Jeux olympiques | Championnat du monde | Championnat d'Afrique | Jeux africains | Jeux panarabes                                                                                              |
| --- | --- | --- | --- | --- |
| - 1972 : Non qualifiée - 1976 : Non qualifiée - 1980 : Non qualifiée - 1984 : Non qualifiée - 1988 : Non qualifiée - 1992 : Non qualifiée - 1996 : Non qualifiée - 2000 : Non qualifiée - 2004 : Non qualifiée - 2008 : Non qualifiée - 2012 : Non qualifiée - 2016 : Non qualifiée - 2020 : Non qualifiée | - 1957 : Non qualifiée - 1962 : Non qualifiée - 1965 : Non qualifiée - 1971 : Non qualifiée - 1973 : Non qualifiée - 1975 : 12e - 1978 : Non qualifiée - 1982 : Non qualifiée - 1986 : Non qualifiée - 1990 : Non qualifiée - 1993 : Non qualifiée - 1995 : Non qualifiée - 1997 : Non qualifiée - 1999 : Non qualifiée - 2001 : 19e - 2003 : 18e - 2005 : Non qualifiée - 2007 : 15e - 2009 : 14e - 2011 : 18e - 2013 : 17e - 2015 : 21e - 2017 : 24e - 2019 : Non qualifiée - 2021 : 27e | - 1974 : - 1976 : - 1979 : Non qualifiée - 1981 : - 1983 : 5e - 1985 : 4e - 1987 : 4e - 1989 : 6e - 1991 : Non qualifiée - 1992 : 7e - 1994 : 6e - 1996 : Non qualifiée - 1998 : Non qualifiée - 2000 : - 2002 : - 2004 : 4e - 2006 : - 2008 : 4e - 2010 : - 2012 : - 2014 : - 2016 : - 2018 : 6e - 2021 : - 2022 : 5e - 2024 : | - 1978 : - 1987 : Non qualifiée - 1991 : Non qualifiée - 1995 : Forfait - 1999 : Non qualifiée - 2003 : Non qualifiée - 2007 : 5e - 2011 : Non qualifiée - 2015 : Non qualifiée - 2019 : 5e | - 1985 : - 1992 : - 1997 : Tournoi annulé - 1999 : - 2004 : Tournoi annulé - 2007 : Tournoi annulé - 2011 : |

## Personnalités à liées à la sélection

### Sélectionneurs
- Tewfik El Gherbi : à la fin des années 1980
- Mohamed Ali Sghir (en) : au moins en 2011
- Laurent Bezeau : de 2012 à 2013[4]
- Paulo Pereira (en) : à partir de 2013[4]
- Riadh Sanaa : de juin 2015 à septembre 2016[5]
- Mohamed Ali Sghir (en) : de septembre 2016 à juin 2017[6]
- Issam Lahyani : à partir de juin 2017[6]
- Kévin Decaux : depuis août 2023

### Joueuses
Parmi les joueuses internationales tunisiennes, on trouve :
- Echraf Abdallah (GB)
- Haifa Abdelhak
- Boutheïna Amiche
- Sihem Aouini
- Aya Ben Abdallah
- Jihene Ben Cheikh Ahmed
- Noura Ben Slama
- Beya Bouabdallah
- Fatma Bouri
- Takoua Chabchoub
- Mouna Chebbah
- Wafa Cherif (GB)
- Nesrine Daoula
- Oumayma Dardour
- Maroua Dhaouadi
- Asma Elghaoui →
- Sondes Hachana
- Amal Hamrouni
- Refka Helali
- Omaima Gdoura (GB)
- Ines Jaouadi
- Mouna Jlezi
- Ines Khouildi
- Ouided Kilani
- Manel Kouki
- Rafika Marzouk
- Fadia Omrani (GB)
- Rakia Rezgui
- Rahma Tered (GB)
- Raja Toumi
- Faten Yahiaoui